# Colegio Del Sagrado Corazón - H.H. Corazonistas (Barranquilla)
El Instituto de los Hermanos del Sagrado Corazón de Barranquilla más conocido como Colegio Del Sagrado Corazón de Barranquilla, es un colegio privado de confesión católica ubicado en la ciudad de Barranquilla en  el departamento del Atlántico en Colombia. Pertenece  a la Congregación de los Hermanos del Sagrado Corazón. Educa a alrededor de 3000 estudiantes en sus dos sedes de Barranquilla, con edades de entre 5 a 18 años y fue fundado en 1956 por los corazonistas españoles Ángel Moraza (Hno. Julián) y Germán Sáenz (Hno. Juan Antonio) llegados desde Madrid y Tomás Larrea (Hno. Aurelio), quien había sido uno de los Corazonistas pioneros en el Río de la Plata. 
El colegio ha estado con larga tradición histórica, junto a sus instituciones hermanas de otras ciudades de Colombia, compitiendo dentro del ranking de los mejores centros educativos del país, perteneciendo además a la Red Internacional de Colegios del Sagrado Corazón, una asociación global de institutos privados católicos ampliamente reconocida y con mucha presencia en Europa, Norteamérica Y América Latina. Se trata de una institución de carácter mixto de habla castellana con enseñanza bilingüe español/inglés y su modelo educativo (corazonista), está en afinidad con los demás colegios de la red internacional.

## Historia
La Congregación de Hermanos del Sagrado Corazón que fue fundada en 1821 por el padre André Coindre en Lyon, Francia y cuyas constituciones fueron redactadas por el Hermano Policarpo inicia su expansión por el continente americano empezando por los Estados Unidos y Canadá, y más por tarde por Suramérica donde inician su actividad en los países de Argentina y Colombia, en este último se pone la primera piedra de la institución en la ciudad costera de Barranquilla, Colombia, dando inició al colegio que será la primera institución corazonista del país y una de las primeras de América Latina. Más tarde se daría inicio a los colegios corazonistas de Medellín, Bogotá, Puerto Salgar y al Seminario Corazonista de Marinilla, educando a nivel nacional a unos siete mil estudiantes.

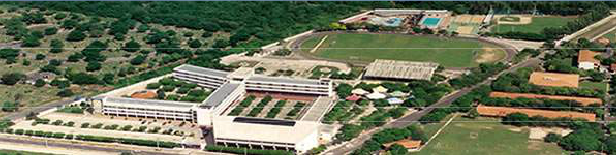
Panorámica aérea del colegio

## Organización educativa
Su modelo está basado en los principios de la Congregación de Hermanos del Sagrado corazón y su en su organización educativa existen tres niveles, a saber: Preescolar, Primaria, Básica Secundaria y Media Vocacional, estas últimas dos conforman el 'Bachillerato'. El calendario académico del colegio inicia la última semana de enero y finaliza la segunda semana de noviembre, habiendo vacaciones intermedias durante el mes de junio, la Semana de Receso conocida como "Semana de Uribe" y las vacaciones de fin de curso, llamadas también, vacaciones de Navidad.

## Rectores: 1956 – presente
Desde iniciada su actividad educativa en 1956, los rectores que han dirigido el colegio han sido los Hermanos Corazonistas, a saber:
Hno. Tomás Larrea, desde 1956 hasta 1958
Hno. Ciriaco Vallejo, desde 1959 hasta 1965
Hno. Germán Sáenz, desde 1966 hasta 1967
Hno. José R. Martínez, desde 1968 hasta 1969
Hno. Germán Sáenz, desde 1970 hasta 1971
Hno. Ángel Corres, desde 1972 hasta 1977
Hno. Francisco J. Ibáñez, desde 1978 hasta 1979
Hno. Emilio López, desde 1980 hasta 1981
Hno. Narciso Larrea, desde 1982 hasta 1983
Hno. Francisco J. Ibáñez, desde 1984 hasta 1989
Hno. José I. Carmona, desde 1990 hasta 1994
Hno. Ángel Corres, desde 1995 hasta 2009
Hno. Francisco Javier Ibáñez, desde 2010 hasta 2016
Hno. José Omar Hoyos Ciro, desde 2017 (iniciando cargo)

## Deportes
Los estudiantes reciben una educación deportiva con estándares profesionales, entre ellos destacan: el Hockey de salón, el fútbol, la natación, el tenis, tenis de mesa, voleibol, baloncesto, Baile, skateboarding, ciclismo, béisbol, gimnasia, atletismo, judo y karate.

## Celebraciones
La institución celebra festividades de carácter religioso predominantemente Católicas, además de las misas de cada primer viernes (para toda la comunidad) y las misas, se celebran las eucaristías del día de la familia, Navidad, Semana Santa, entre otras y con una orientación internacional con mucha influencia anglosajona: Thanksgiving Day, Saint Patrick´s Day, entre otras, y de carácter no religioso como carnavales y las fiestas patrias de Colombia.

## Proyectos de caridad
La Congregación de los Hermanos del Sagrado Corazón, los estudiantes y las familias realizan importantes actividades caritativas para con los más necesitados de la ciudad, una de las más importantes es un comedor y residencia escolar llevada por monjas en un lugar de escasos recursos, el barrio La Paz, en el que los niños y niñas entre 5 y 11 años cuyos padres no pueden cuidar de ellos desayunan, comen, viven y reciben asistencia escolar, otro es un colegio de preescolar financiado por la Congregación y de carácter gratuito para niños y niñas en el mismo barrio llamado Hogar Hermano Policarpo, en honor a uno de los fundadores de la congregación, allí se enseñan a los niños durante los cursos de primaria, reciben juguetes y se ayudan con compras de víveres para sus familias. Aparte también se encuentran las donaciones que las familias de los estudiantes realizan a la causa humanitaria.